# Konrad Kosiński
Konrad Maria Kosiński (ur. 15 sierpnia 1932 w Pruszkowie, zm. 31 stycznia 1996) – polski inżynier i samorządowiec, w latach 1990–1992 prezydent Pruszkowa. 

## Życiorys
Ukończył Liceum Ogólnokształcące im. Tomasza Zana w rodzinnym Pruszkowie, następnie zaś studiował w Szkole Inżynierskiej w Szczecinie i na Politechnice Warszawskiej. W okresie PRL pracował w Instytucie Maszyn Matematycznych, Krajowej Dyspozycji Gazem oraz Ośrodku Informatyki Polskiego Górnictwa Naftowego i Gazownictwa w Warszawie. Działał w samorządzie pracowniczym. W 1990 został wybrany na radnego, a następnie powołany na pierwszego prezydenta Pruszkowa okresu transformacji. Urząd ten sprawował do czerwca 1992. W latach 1994–1996 zasiadał w Komisji Skarbu, Budżetu i Finansów jako członek spoza rady. 
Był członkiem Zjednoczenia Chrześcijańsko-Narodowego, następnie zaś Porozumienia Centrum. 
W 1986 został odznaczony Krzyżem Kawalerskim Orderu Odrodzenia Polski.